# Magdelainella serbica
Magdelainella serbica es una especie de escarabajo del género Magdelainella, familia Leiodidae. Fue descrita por Müller, J. en 1904. Se encuentra en Bosnia y Herzegovina, Serbia y Montenegro.